# Collegio di Southend East and Rochford
Southend East and Rochford è un collegio elettorale situato nell'Essex, nell'Est dell'Inghilterra, e rappresentato alla Camera dei comuni del Parlamento del Regno Unito. Elegge un membro del parlamento con il sistema first-past-the-post, ossia maggioritario a turno unico; l'attuale parlamentare è Bayo Alaba del Partito Laburista, che rappresenta il collegio dal 2024.
Fino al 2024 il collegio era denominato Rochdale and Southend East.

## Estensione

Rochford and Southend East dal 2010 al 2024

- 1997-2010: i ward del Borough di Southend-on-Sea di Milton, St Luke's, Shoebury, Southchurch, Thorpe e Victoria e i ward del distretto di Rochford di Barling and Sutton, Foulness and Great Wakering East, Great Wakering Central, Great Wakering West, Rochford Eastwood, Rochford Roche e Rochford St Andrews.
- 2010-2024: i ward del Borough di Southend-on-Sea di Kursaal, Milton, St Luke’s, Shoeburyness, Southchurch, Thorpe, Victoria e West Shoebury e i ward del distretto di Rochford di Barling and Sutton, Foulness and Great Wakering e Rochford.
- dal 2024: i ward del Borough di Kursaal; Milton; Shoeburyness; Southchurch; Thorpe; Victoria e West Shoebury e i ward del distretto di Rochford di Foulness and The Wakerings; Roche North and Rural e Roche South.[1]

Il collegio copre la città di Rochford e il centro di Southend-on-Sea, insieme al suo litorale e alla sua parte orientale, come Thorpe Bay e Shoeburyness.

## Membri del parlamento
| Elezione | Elezione        | Deputato     | Partito      |
| -------- | --------------- | ------------ | ------------ |
|          | 1997            | Teddy Taylor | Conservatore |
| 2005     | James Duddridge |              | Conservatore |
|          | 2024            | Bayo Alaba   | Laburista    |

## Elezioni

### Elezioni negli anni 2020
| Partito                    | Partito                                           | Candidato                  | Risultati 4 luglio 2024 | Risultati 4 luglio 2024 |
| Partito                    | Partito                                           | Candidato                  | Voti                    | %                       |
| -------------------------- | ------------------------------------------------- | -------------------------- | ----------------------- | ----------------------- |
|                            | Laburista                                         | Bayo Alaba                 | 15 395                  | 38,82                   |
|                            | Conservatore                                      | Gavin Haran                | 11 368                  | 28,67                   |
|                            | Reform UK                                         | Leslie Lilley              | 7 214                   | 18,19                   |
|                            | Verdi                                             | Simon Cross                | 2 716                   | 6,85                    |
|                            | Lib Dem                                           | James Allen                | 2 269                   | 5,72                    |
|                            | Confelicity                                       | Lee Clark                  | 488                     | 1,23                    |
|                            | Heritage                                          | Bianca Isherwood           | 206                     | 0,52                    |
|                            |                                                   |                            |                         |                         |
| Iscritti                   | Iscritti                                          | Iscritti                   | 70 217                  | 100,00                  |
| ↳ Votanti (% su iscritti)  | ↳ Votanti (% su iscritti)                         | ↳ Votanti (% su iscritti)  | 39 656                  | 56,48                   |
| ↳ Astenuti (% su iscritti) | ↳ Astenuti (% su iscritti)                        | ↳ Astenuti (% su iscritti) | 30 561                  | 43,52                   |
|                            |                                                   |                            |                         |                         |
|                            | Esito: collegio passa da Conservatore a Laburista |                            |                         |                         |

### Elezioni negli anni 2010
| Partito                    | Partito                                   | Candidato                  | Risultati 12 dicembre 2019 | Risultati 12 dicembre 2019 |
| Partito                    | Partito                                   | Candidato                  | Voti                       | %                          |
| -------------------------- | ----------------------------------------- | -------------------------- | -------------------------- | -------------------------- |
|                            | Conservatore                              | James Duddridge            | 27 063                     | 58,66                      |
|                            | Laburista                                 | Ashley Dalton              | 14 777                     | 32,03                      |
|                            | Lib Dem                                   | Keith Miller               | 2 822                      | 6,12                       |
|                            | Indipendente                              | Navin Kumar                | 1 107                      | 2,40                       |
|                            | Psychedelic Future                        | Jason Pilley               | 367                        | 0,80                       |
|                            |                                           |                            |                            |                            |
| Iscritti                   | Iscritti                                  | Iscritti                   | 75 624                     | 100,00                     |
| ↳ Votanti (% su iscritti)  | ↳ Votanti (% su iscritti)                 | ↳ Votanti (% su iscritti)  | 46 136                     | 61,01                      |
| ↳ Astenuti (% su iscritti) | ↳ Astenuti (% su iscritti)                | ↳ Astenuti (% su iscritti) | 29 488                     | 38,99                      |
|                            |                                           |                            |                            |                            |
|                            | Esito: collegio confermato a Conservatore |                            |                            |                            |

| Partito                    | Partito                                   | Candidato                  | Risultati 8 giugno 2017 | Risultati 8 giugno 2017 |
| Partito                    | Partito                                   | Candidato                  | Voti                    | %                       |
| -------------------------- | ----------------------------------------- | -------------------------- | ----------------------- | ----------------------- |
|                            | Conservatore                              | James Duddridge            | 23 013                  | 48,71                   |
|                            | Laburista                                 | Ashley Dalton              | 17 465                  | 36,96                   |
|                            | Indipendente                              | Ron Woodley                | 2 924                   | 6,19                    |
|                            | UKIP                                      | Neil Hookway               | 1 777                   | 3,76                    |
|                            | Lib Dem                                   | Peter Gwizdala             | 1 265                   | 2,68                    |
|                            | Verdi                                     | Simon Cross                | 804                     | 1,70                    |
|                            |                                           |                            |                         |                         |
| Iscritti                   | Iscritti                                  | Iscritti                   | 73 480                  | 100,00                  |
| ↳ Votanti (% su iscritti)  | ↳ Votanti (% su iscritti)                 | ↳ Votanti (% su iscritti)  | 47 248                  | 64,30                   |
| ↳ Astenuti (% su iscritti) | ↳ Astenuti (% su iscritti)                | ↳ Astenuti (% su iscritti) | 26 232                  | 35,70                   |
|                            |                                           |                            |                         |                         |
|                            | Esito: collegio confermato a Conservatore |                            |                         |                         |

| Partito                    | Partito                                   | Candidato                  | Risultati 7 maggio 2015 | Risultati 7 maggio 2015 |
| Partito                    | Partito                                   | Candidato                  | Voti                    | %                       |
| -------------------------- | ----------------------------------------- | -------------------------- | ----------------------- | ----------------------- |
|                            | Conservatore                              | James Duddridge            | 20 241                  | 46,42                   |
|                            | Laburista                                 | Ian Gilbert                | 10 765                  | 24,69                   |
|                            | UKIP                                      | Floyd Waterworth           | 8 948                   | 20,52                   |
|                            | Verdi                                     | Simon Cross                | 2 195                   | 5,03                    |
|                            | Lib Dem                                   | Peter Gwizdala             | 1 459                   | 3,35                    |
|                            |                                           |                            |                         |                         |
| Iscritti                   | Iscritti                                  | Iscritti                   | 71 960                  | 100,00                  |
| ↳ Votanti (% su iscritti)  | ↳ Votanti (% su iscritti)                 | ↳ Votanti (% su iscritti)  | 43 608                  | 60,60                   |
| ↳ Astenuti (% su iscritti) | ↳ Astenuti (% su iscritti)                | ↳ Astenuti (% su iscritti) | 28 352                  | 39,40                   |
|                            |                                           |                            |                         |                         |
|                            | Esito: collegio confermato a Conservatore |                            |                         |                         |

| Partito                    | Partito                                   | Candidato                  | Risultati 6 maggio 2010 | Risultati 6 maggio 2010 |
| Partito                    | Partito                                   | Candidato                  | Voti                    | %                       |
| -------------------------- | ----------------------------------------- | -------------------------- | ----------------------- | ----------------------- |
|                            | Conservatore                              | James Duddridge            | 19 509                  | 46,86                   |
|                            | Laburista                                 | Kevin Bonavia              | 8 459                   | 20,32                   |
|                            | Lib Dem                                   | Graham Longley             | 8 084                   | 19,42                   |
|                            | UKIP                                      | James Moyies               | 2 405                   | 5,78                    |
|                            | BNP                                       | Geoff Strobridge           | 1 856                   | 4,46                    |
|                            | Verdi                                     | Andrew Vaughan             | 707                     | 1,70                    |
|                            | Indipendente                              | Anthony Chytry             | 611                     | 1,47                    |
|                            |                                           |                            |                         |                         |
| Iscritti                   | Iscritti                                  | Iscritti                   | 71 164                  | 100,00                  |
| ↳ Votanti (% su iscritti)  | ↳ Votanti (% su iscritti)                 | ↳ Votanti (% su iscritti)  | 41 631                  | 58,50                   |
| ↳ Astenuti (% su iscritti) | ↳ Astenuti (% su iscritti)                | ↳ Astenuti (% su iscritti) | 29 533                  | 41,50                   |
|                            |                                           |                            |                         |                         |
|                            | Esito: collegio confermato a Conservatore |                            |                         |                         |

### Elezioni negli anni 2000
| Partito                    | Partito                                   | Candidato                  | Risultati 5 maggio 2005 | Risultati 5 maggio 2005 |
| Partito                    | Partito                                   | Candidato                  | Voti                    | %                       |
| -------------------------- | ----------------------------------------- | -------------------------- | ----------------------- | ----------------------- |
|                            | Conservatore                              | James Duddridge            | 17 874                  | 45,29                   |
|                            | Laburista                                 | Fred Grindrod              | 12 384                  | 31,38                   |
|                            | Lib Dem                                   | Graham Longley             | 5 967                   | 15,12                   |
|                            | UKIP                                      | John Croft                 | 1 913                   | 4,85                    |
|                            | Verdi                                     | Andrew Vaughan             | 1 328                   | 3,36                    |
|                            |                                           |                            |                         |                         |
| Iscritti                   | Iscritti                                  | Iscritti                   | 71 238                  | 100,00                  |
| ↳ Votanti (% su iscritti)  | ↳ Votanti (% su iscritti)                 | ↳ Votanti (% su iscritti)  | 39 466                  | 55,40                   |
| ↳ Astenuti (% su iscritti) | ↳ Astenuti (% su iscritti)                | ↳ Astenuti (% su iscritti) | 31 772                  | 44,60                   |
|                            |                                           |                            |                         |                         |
|                            | Esito: collegio confermato a Conservatore |                            |                         |                         |

| Partito                    | Partito                                   | Candidato                  | Risultati 7 giugno 2001 | Risultati 7 giugno 2001 |
| Partito                    | Partito                                   | Candidato                  | Voti                    | %                       |
| -------------------------- | ----------------------------------------- | -------------------------- | ----------------------- | ----------------------- |
|                            | Conservatore                              | Teddy Taylor               | 20 058                  | 53,56                   |
|                            | Laburista                                 | Chris Dandridge            | 13 024                  | 34,78                   |
|                            | Lib Dem                                   | Stephen Newton             | 2 780                   | 7,42                    |
|                            | Verdi                                     | Adrian Hedges              | 990                     | 2,64                    |
|                            | Liberale                                  | Brian Lynch                | 600                     | 1,60                    |
|                            |                                           |                            |                         |                         |
| Iscritti                   | Iscritti                                  | Iscritti                   | 71 066                  | 100,00                  |
| ↳ Votanti (% su iscritti)  | ↳ Votanti (% su iscritti)                 | ↳ Votanti (% su iscritti)  | 37 452                  | 52,70                   |
| ↳ Astenuti (% su iscritti) | ↳ Astenuti (% su iscritti)                | ↳ Astenuti (% su iscritti) | 33 614                  | 47,30                   |
|                            |                                           |                            |                         |                         |
|                            | Esito: collegio confermato a Conservatore |                            |                         |                         |

## Risultati dei referendum

### Referendum sulla permanenza del Regno Unito nell'Unione europea del 2016
|             | Collegio                   | Lasciare UE % | Rimanere in UE % |
| ----------- | -------------------------- | ------------- | ---------------- |
|             | Rochford and Southend East | 60,4%         | 39,6%            |
| Inghilterra | 53,3%                      | 46,7%         |                  |
| Regno Unito | 51,9%                      | 48,1%         |                  |